# Tetrabrachium ocellatum
Tetrabrachium ocellatum és una espècie de peixos Lophiiformes, molt relacionat amb els veritables peixos granota. És l'únic membre del seu gènere.
Igual que els veritables peixos granota, és un peix petit, de no més de 7 centímetres de longitud, amb un cos aplanat i la pell fina. Té aletes pectorals prènsils, que l'ajuden a moure's al llarg del fons de la mar, i donant-li el seu aspecte «de quatre braços». Viu en aigües poc profundes, a uns 50 metres de profunditat, en les costes de Nova Guinea, Indonèsia i Austràlia.